# Nattljus
Nattljus (Oenothera biennis) är en art i familjen dunörtsväxter. Den kommer ursprungligen från östra Nordamerika, men finns numera naturaliserad på många håll i världen, även i Sverige. Den växter främst på torra, steniga eller grusiga platser, ofta på vägrenar eller i industriområden. Nattljus odlades tidigare som prydnadsväxt, men har numera till stor del ersatts av storblommigt nattljus (O. glazioviana).
Nattljus är en tvåårig ört. Det första året bildar den en bladrosett vid marken och andra året går den upp i en styvt upprätt stjälk som blir 100–150 cm hög. Stjälken är ogrenad eller grenad, grön eller ibland rödtonad och relativt tätt hårig med mjuka hår blandat med borsthår, dessa har grön, mer sällan gulbrun bas. Bladen är elliptiska till lansettlika eller omvänt lansettlika. Frukten är en lansettlik kapsel med glandelhår och borsthår. Borthåren har aldrig röd bas. 
Knopparna är gröna med foderblad som pressas ihop strax under spetsarna. Kronbladen är rent gula, 1,5–3 cm långa, de är längre än de är breda och urnupna. Ståndare och pistill är lika långa. Blommorna är öppna på natten och slutna på dagen. Detta motiverar namnet nattljus. Förändringen på kvällen går så snabbt att den kan urskiljas med blotta ögat.  
Det finns flera liknande arter, men de flesta har borsthår med röd bas, vilket nattljuset saknar.
Arten bildar hybrider med flera arter.

## Synonymer
För vetenskapliga synonymer, se  Wikispecies.